# きく7号

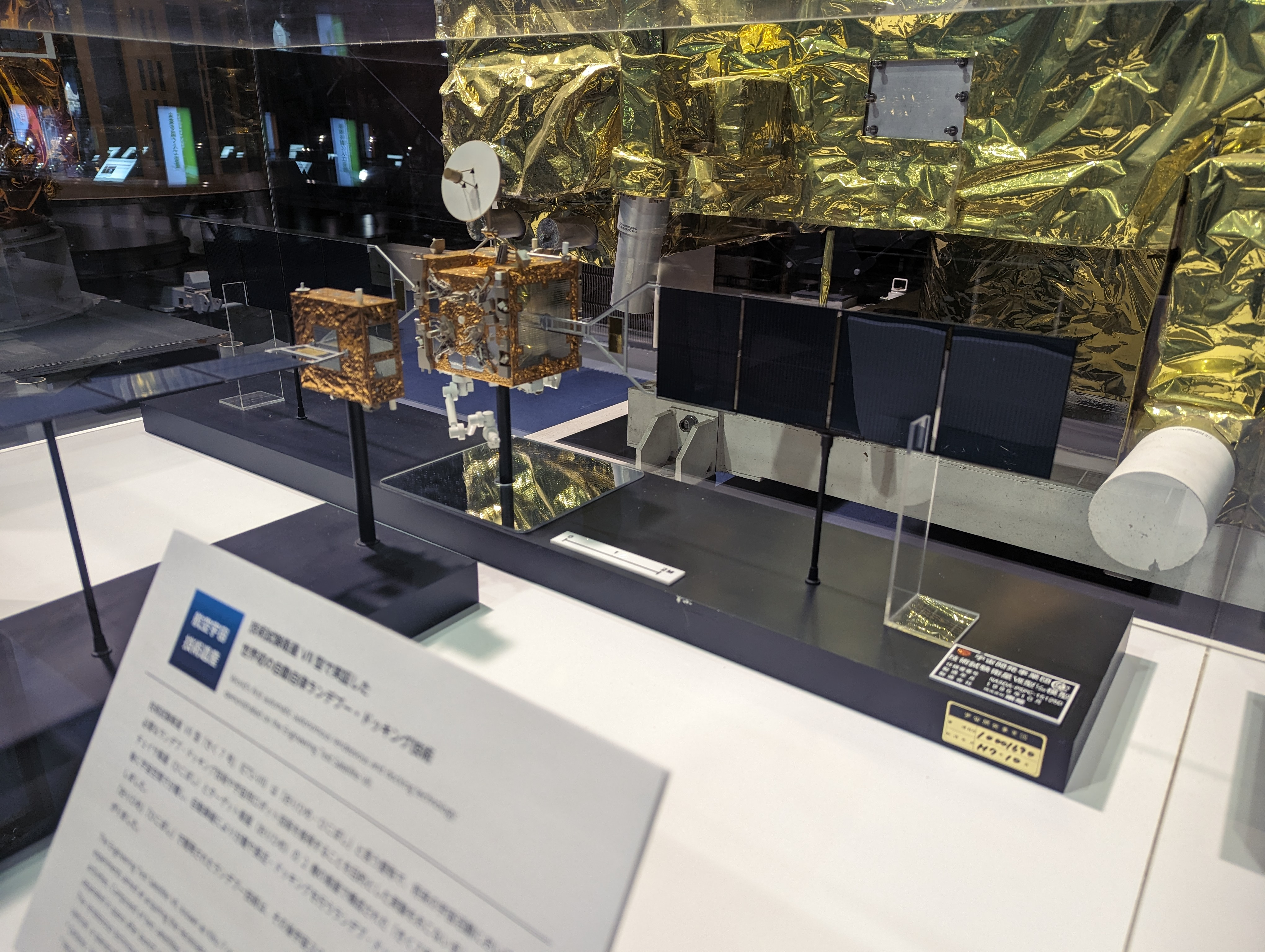
ひこぼし・おりひめが分離した状態の模型

きく7号 (ETS-VII; Engineering Test Satellite-VII) は、宇宙開発事業団 (NASDA) が打ち上げた技術試験衛星である。チェイサ衛星「ひこぼし」の国際標識番号は1997-074B、ターゲット衛星「おりひめ」の国際標識番号は1997-074E。

## 目的と特徴
自動ランデブー・ドッキング技術実験、宇宙用ロボット技術及びシステム技術の実験、軌道上の原子状酸素の分布状態のモニタ、宇宙データシステム諮問委員会（CCSDS）勧告に基づく宇宙用データ伝送システムの開発、データ中継衛星を利用した複数衛星の同時運用技術の習得を目的としていた。きく7号ではこれらの様々な実験を地上施設から追跡・データ中継衛星(TDRS)を介して行うことができ、これは日本のみならず世界的にも最高峰の技術であった。この実験の成果が、後に宇宙ステーション補給機の無人ランデブー技術に活用された。
2011年9月28日に、地上からの衛星搭載ロボットアーム遠隔制御実験の成果により、アメリカ航空宇宙学会（AIAA）による「2011 AIAA Space Automation and Robotics Award」をきぼうと共に受賞している。

## 開発
1990年にNASDA内部でランデブー・ドッキングと宇宙ロボット技術の軌道上実験を行うETS-VIIの基本構想が提案された。システム検討を踏まえた上で、2年後の1992年に予算が承認され、研究開発に移行した。1994年からプロトフライトモデル(PFM)の製作、試験が行われた。

## 運用

### 打ち上げ・初期運用
- 平成9年（1997年）11月28日にH-IIロケット6号機で熱帯降雨観測衛星(TRMM)と共に種子島宇宙センターから打ち上げられた[5]。先にTRMMを分離した後、打ち上げ後28分01秒に第2段と衛星が分離され、所定の軌道に投入された[5]。
- 2回の軌道変換テストマヌーバの後、12月15日、16日、18日の3回に分けて20Nスラスタを用いた軌道変換が実施された[5]。
  - 11月30日、第1回軌道変換テストマヌーバ後に衛星の姿勢異常と太陽電池パドルの回転停止が確認されたが、同日中に姿勢の再捕捉とパドルの太陽追尾の再開が行われた[5]。その後、原因調査に基づくソフトウェアの改修が行われた[5]。

### ランデブー・ドッキング
- 平成10年（1998年）7月7日（七夕）に最初のランデブー・ドッキング実験運用(FP-1)を行った。
- 同年8月7日に2度目のランデブー・ドッキング実験運用(FP-2)を行ったが、スラスタの不調により予定していた軌道から逸脱してしまった。その後、何度か接近を試みたが、やはりスラスタの不調による軌道逸脱を繰り返した。その後、スラスタの不調に対応できるように搭載ソフトウェアの変更を行い、8月27日にドッキングした。

## 関連事項
- ランデブー (宇宙開発)
- 宇宙機のドッキングおよび係留
- 日本の宇宙開発
- 宇宙開発事業団（NASDA）
  - きくシリーズ
  - かけはし（COMETS）
  - 熱帯降雨観測衛星（TRMM）
- コスモス186号,188号
- SpaDeX（英語版）